# Alice Pujo
Alice Pujo, née le 9 juin 1869 à Rignac (Aveyron) et morte le 7 février 1953 à Paris, est une écrivaine de langue française, spécialisée dans la littérature populaire et la littérature pour la jeunesse.

## Biographie
Alice Pujo est la sœur de Maurice Pujo, fondateur des Camelots du roi. Elle est la petite-fille d'Alexis-Solange Pujo (1798-1886), propriétaire d'une plantation de café à Dondon (Saint-Domingue) et qui a bénéficié de l'indemnisation de la France par la république d'Haïti,.
Plusieurs de ses œuvres ont été publiées en feuilleton par L'Action française, par exemple : Pour lui !, du 27/09/1912 au 15/07/1914, Rose Perrin, du 11/07/1919 au 24/09/1919, Renée, du 16/08/1920 au 05/10/1920, par La Liberté, par La Revue moderne (Montréal).
Elle figure dans Romans à lire et romans à proscrire. Essai de classification au point de vue moral des principaux romans et romanciers (1500-1928) de l'abbé Louis Bethléem dans la section « Romans propres à intéresser la jeunesse et qui peuvent être généralement laissés entre toutes les mains ».

## Publications
- Fleur de France (Linette et Nilo.)
- Champcevray
- L'Heureuse méprise, comédie en 1 acte pour jeunes filles, paroles de Alice Pujo
- La Cigale ayant chanté
- La Huttière[8]
- La Tour des aigles
- Le mystère de Golconde
- Le Petit Roi du Bengale
- Le Réveil des îles d'or
- Le Roi de l'or, BD[b], roman cinématique, illustré par Damblans[9]
- Le Sapin de Noël
- Le Signe rouge
- Phyllis [lire en ligne]
- Pour lui ! [lire en ligne]
- Renée
- Rose Perrin lire en ligne sur Gallica
- Se ela soubesse
- La Tour des aigles
- Vers l'oasis
- Les Aventures de Richard Bliss, millionaire, traduction de E. Phillips Oppenheim, The Amazing Quest of Mr. Ernest Bliss

### Traductions
- Arieta, version espagnole de Antonio Guardiola, illustration de Enrique Ochoa[10]
- Cardos y rosas, traducción castellana : Carolina Toral Peñaranda[11]
- Rosa Perrin, traduzione di Maria Rita Roberti di Castelvero[12]

### Mon ami Pif
- Dans La Semaine de Suzette du n° 32 du 12 septembre 1918 au n° 38 du 24 octobre 1918, illustré par Raymond de La Nézière[13].
  - Mon ami Pif grand justicier, n° 32
  - Mon ami Pif fait ses invitations, n° 33
  - Un tour de mon ami Pif, n° 34
  - Mon ami Pif marchand de journaux, n° 35
  - Mon ami Pif rêve de liberté, n° 36
  - Mon ami Pif a une idée lumineuse, n° 37
  - Mon ami Pif retrouve son foyer, n° 38[14]

## Distinctions
- Prix Paul Collin de la Société des gens de lettres, 1922[15]